# Емих од Лајнингена
Емих од Лајнингена је био један од вођа Немачког крсташког рата.
Емих је био познат друмски разбојник са репутацијом хладнокрвног убице. Имао је феуд негде између Вормса и Мајнца. Његова армија је бројала око 20.000 људи. Сам је себе прогласио последњим царем апокалипсе што му је донело великог успеха код народа, а што је било несумњиво потпомогнуто тиме што је показивао знак крста на своме телу као и ране на рукама и ногама (попут Исуса Христа). Имао је талента да заведе масу, али не и жељу да их поведе према Јерусалиму. Своју војску је убедио да крене са убијањима Јевреја по Немачкој. Током маја и јуна 1096. године он је систематски нападао све јеврејске заједнице у Шпајеру, Вормсу, Мајнцу, Регенсбургу, Триеру, Мецу. Јевреји су имали избор, или крштење или смрт. Већина је изабрала смрт. Сматрао је да су Муслимани мање криви од Јевреја јер они немају никакве кривице осим, наравно, што држе Јерусалим, а Јевреји су разапели Христа. 
Јевреји из Мајнца су покушали да се заштите тражећи помоћ од самог цара Хенрика, а Хенрик се онда обратио Готфрију од Бујона, војводи Доње Лорене тражећи од њега да их не прогања. 
Угарски краљ није дозволио Емиховој војсци да пређе преко његове земље када је сазнао за покољ који је Емих починио у Немачкој. Осим тога, сазнали су да ови крсташи имају намеру да и Угаре, као пагане, истребе. Како су сви мостови преко Дунава били блокирани, Емихова армија је шест недеља покушавала да подигне мост. За то време поједини одреди су пљачкали и убијали Угаре. Када је мост коначно саграђен нападнут је град Вајселбург. Када је победа већ била извесна, из неког разлога који хроничари не наводе, армију крсташа захватила је паника и започело је лудо бекство преко моста на другу страну. Мноштво се подавило, а остатак се растурио под ударима угарског краља Коломана. 